# Harnhill
Harnhill är en by i civil parish Driffield, i distriktet Cotswold, i grevskapet Gloucestershire i England. Byn är belägen 5 km från Cirencester. Harnhill var en civil parish fram till 1935 när blev den en del av Driffield. Civil parish hade 74 invånare år 1931. Byn nämndes i Domedagsboken (Domesday Book) år 1086, och kallades då Harehille.